# 京士柏 (選區)
京士柏（King's Park，取消前代號E16）是香港油尖旺區議會曾使用過的選區，1982年設立，稱為油麻地東，1994年更名，涵蓋京士柏為主，兼包括旺角、油麻地及佐敦的邊緣地帶，2015年分拆，最後一任區議員為民協成員林健文。

## 範圍
取消時選區由豉油街、通菜街、登打士街、彌敦道、佐敦道、加士居道、漆咸道南及東鐵綫包圍，以東鐵綫與東面的九龍城區連接，與其相連的選區有旺角南、旺角西、油麻地、佐敦東與及尖沙咀東選區。選區因應人口分佈設有兩個投票站，分別位於廣華醫院附近的東華三院羅裕積小學以及油麻地街坊福利會小學。2014年選舉管理委員會因應本區人口超出上限，將原有京士柏選區分拆到三個新選區內。

## 沿革
1982年區議會選舉，本區位置屬於油麻地區議會的油麻地東選區，邊界為登打士街、彌敦道、柯士甸道、九廣鐵路，議席由無黨派的冼灼芬、黃文海和溫鑑勳爭奪，最終冼灼芬以過七成得票的855票勝出。1985年區議會選舉，冼灼芬爭取連任，而陸順甜代表匯點出選，結果由陸順甜以987票打敗冼灼芬的386票當選。
1988年區議會選舉，油麻地區議會改名為油尖區議會，陸順甜未有爭取連任，議席吸引到何德華、李漢生和余漢彪出選，最終何德華獲得427票多於李的348票和余的132票當選。1991年區議會選舉，何德華爭取連任，對手是余漢彪和香港公民協會成員鄔欣餘，最終何德華取得447票，多於鄔的255票和余的133票當選。
1993年港督彭定康推行政改方案，取消區議會委任議席及雙議席選區制度，全面實行單議席單票制，並改由選區分界及選舉事務委員會制定，同時由於油尖區議會及旺角區議會在取消委任議席後各只有十席左右，加上兩區人口下跌，為善用資源，兩者合併為油尖旺區議會。
1994年區議會選舉，油麻地東選區向北伸展到豉油街，向南則調整到佐敦道、加士居道，並改名為京士柏，吸引到公共事務評議會關廉豪、一二三民主聯盟甄敏貞、無黨派嚴國安及劉穠森參選，結果嚴國安以三成八得票的651票多於另外三名候選人當選。
1999年區議會選舉，嚴國安未有參選，議席由利萬家香港業主會成員佘慶雲、自由黨鍾堅明、無黨派梁偉權和梁德堯爭奪，最終梁偉權以五成半的859票勝出。
2003年區議會選舉，佐敦道、彌敦道、加士居道範圍劃到佐敦選區，選舉只有岑柱華與梁偉權參選。結果投票人數增加下，梁以992票對岑的785票，以略過五成半得票成功連任。
2007年區議會選舉，梁偉權爭取連任，王樹球代表泛民區選聯盟參選，梁以974票多於王的787票而當選。2008年梁偉權與梁美芬等人創立西九新動力，更成為2008年立法會選舉九龍西梁美芬名單第二名，成為梁美芬的重要樁腳。
2011年區議會選舉，因應佐敦一帶選區變動，佐敦道、彌敦道、加士居道範圍劃回本區，而彌敦道、豉油街、通菜街、登打士街部分劃到旺角南選區。民協為配合鄰近的油麻地選區和九龍城區嘉道理選區工作，派出林健文轉到本區參選，並獲泛民區選聯盟認可。梁偉權爭取連任，同時於區內開設餐廳的黃標參選，而港九工團聯合總會派出李國強參選，王樹球亦捲土重來，為當屆油尖旺區最多人參選的選區，使本區成為焦點。其中王樹球以「票債票償」名義狙擊民協支持2012政改的決定，與當時人民力量宣傳手法相近。最終梁偉權得到1,045票，只憑兩票超過林健文的1,043票，成為當屆選舉差距最少的結果，其餘候選人只得百餘票，選後人民力量領袖黃毓民在其網上電台節目中更指王樹球追擊成功。
林健文其後於11月27日和28日向選舉事務處及廉政公署投訴區內有3個單位出現「1屋5姓」，但土地註冊處資料顯示該等人士無一為單位業主，3個單位共涉16名選民，連同該區早前發現的41名疑似種票選民，累積有57宗個案。
12月2日香港廉政公署採取「浪花」行動，落案控告疑似種票者。2012年1月5日，廉署展開「浪花」行動的第二階段，再拘捕27人。落選人黃標及部分助選人員被送到北角廉署總部協助調查。截至2012年底，共有55人因「種票」及相關罪行而被檢控，除了其中7人被判無罪及3人正等候審訊外，另外45人已被定罪，分別被判社會服務令至監禁1年不等。
2013年3月22日，高等法院以梁偉權只獲得部份同意書的情況下，在選舉刊物偷步列出其餘未得書面確認包括高永文、米雪和高志森在內共52名支持者的名稱，涉嫌違犯選舉條例，頒令京士柏選區重選。儘管多人在京士柏選區種票被定罪，法官林文翰在判詞中說，裁決未有考慮種票案對選舉的影響。7月4日，終審法院否決梁偉權上訴申請，席位正式出缺，定於10月27日補選。林健文參加是次補選，同時吸引三候選人參選，包括以「票債票償」名義狙擊民協的調理農務蘭花系成員陳文、獲建制派普遍支持的鄧浩斌及非主流建制派自由黨青年團成員符傳富，結果由林健文以五成七票勝出。2014年2月24日，梁偉權因違犯選舉條例而被判罰15,000元，
2014年選委會以油尖旺區人口增加，需要在2015年區議會選舉本選區窩打老道以北部分及佐敦道、彌敦道、加士居道範圍分別劃出油麻地北、佐敦北兩個新選區，本選區京士柏山部分跟尖東商業區及紅磡車站一帶合併為尖東及京士柏選區，然而在選區一拆三之下，被指「明益」建制派。而林健文則於2015年區議會選舉轉到由本區劃出的油麻地北當選連任，而建制派代表則於佐敦北及尖東及京士柏選區勝出。

## 歷屆議員
| 屆別                   | 議員   | 政治聯繫 | 政治聯繫  |
| ---------------------- | ------ | -------- | --------- |
| 1982年－1985年         | 冼灼芬 |          | 無黨籍    |
| 1985年－1988年         | 陸順甜 |          | 匯 匯點   |
| 1988年－1991年         | 何德華 |          | 無黨籍    |
| 1991年－1994年         | 何德華 |          | 無黨籍    |
| 1994年－1999年         | 嚴國安 |          | 無黨籍    |
| 2000年－2003年         | 梁偉權 |          | 九 九社聯 |
| 2004年－2007年         | 梁偉權 |          | 九 九社聯 |
| 2008年－2011年         | 梁偉權 |          | 九 九社聯 |
| 2012年－2013年         | 梁偉權 |          | 九 九社聯 |
| 2013年10月28日－2015年 | 林健文 |          | 民 民協   |

## 歷屆選舉結果
| 政党   | 政党       | 候选人 | 票数  | %     | ±      |
| ------ | ---------- | ------ | ----- | ----- | ------ |
|        | 獨立民主派 | 陈文   | 30    | 1.16  | N/A    |
|        | 建制派     | 鄧浩斌 | 780   | 30.08 | N/A    |
|        | 民協       | 林健文 | 1,515 | 58.43 | +17.51 |
|        | 自由黨     | 符傳富 | 268   | 10.33 | N/A    |
| 投票率 | 投票率     | 投票率 | 2,593 | 36.62 | +1.57  |
| 多数票 | 多数票     | 多数票 | 735   | 28.35 | N/A    |

| 政党   | 政党               | 候选人    | 票数  | %     | ±      |
| ------ | ------------------ | --------- | ----- | ----- | ------ |
|        | 無黨派             | 1. 黃標   | 118   | 4.63  | N/A    |
|        | 香港民主民生協進會 | 2. 林健文 | 1,043 | 40.92 | N/A    |
|        | 港九工團聯合總會   | 3. 李國強 | 165   | 6.47  | N/A    |
|        | 西九新動力         | 4. 梁偉權 | 1,045 | 41.00 | -14.31 |
|        | 人民力量           | 5. 王樹球 | 178   | 6.98  | -37.71 |
| 多数票 | 多数票             | 多数票    | 2     | 0.08  | -10.54 |

| 政党   | 政党         | 候选人    | 票数 | %     | ±     |
| ------ | ------------ | --------- | ---- | ----- | ----- |
|        | 九龍社團聯會 | 1. 梁偉權 | 974  | 50.26 | N/A   |
|        | 泛民區選聯盟 | 2. 王樹球 | 787  | 40.61 | N/A   |
|        | 無黨派       | 3. 謝作男 | 177  | 9.13  | N/A   |
| 多数票 | 多数票       | 多数票    | 187  | 9.65  | -2.19 |

| 政党   | 政党         | 候选人    | 票数 | %     | ±   |
| ------ | ------------ | --------- | ---- | ----- | --- |
|        | 無黨派       | 1. 岑柱華 | 782  | 44.08 | N/A |
|        | 九龍社團聯會 | 2. 梁偉權 | 992  | 55.92 | N/A |
| 多数票 | 多数票       | 多数票    | 210  | 11.84 | N/A |

| 政党   | 政党         | 候选人    | 票数 | %     | ±   |
| ------ | ------------ | --------- | ---- | ----- | --- |
|        | 九龍社團聯會 | 1. 梁偉權 | 859  | 55.42 | N/A |
|        | 民主黨       | 2. 佘慶雲 | 100  | 6.45  | N/A |
|        | 自由黨       | 3. 鍾堅明 | 272  | 17.55 | N/A |
|        | 無黨派       | 4. 梁德堯 | 319  | 20.58 | N/A |
| 多数票 | 多数票       | 多数票    | 540  | 34.83 | N/A |

| 政党   | 政党           | 候选人    | 票数 | %     | ±   |
| ------ | -------------- | --------- | ---- | ----- | --- |
|        | 建制派         | 1. 嚴國安 | 651  | 38.29 | N/A |
|        | 革新會         | 2. 關廉豪 | 474  | 27.88 | N/A |
|        | 一二三民主聯盟 | 3. 甄敏貞 | 374  | 22.00 | N/A |
|        | 無黨派         | 4. 劉穠森 | 201  | 11.82 | N/A |
| 多数票 | 多数票         | 多数票    | 177  | 10.41 | N/A |

| 政党   | 政党     | 候选人 | 票数 | %     | ±   |
| ------ | -------- | ------ | ---- | ----- | --- |
|        | 無黨派   | 何德華 | 447  | 53.53 | N/A |
|        | 公民協會 | 鄔欣餘 | 255  | 30.54 | N/A |
|        | 無黨派   | 余漢彪 | 133  | 15.93 | N/A |
| 多数票 | 多数票   | 多数票 | 192  | 22.99 | N/A |

| 政党   | 政党   | 候选人 | 票数 | %     | ±   |
| ------ | ------ | ------ | ---- | ----- | --- |
|        | 無黨派 | 何德華 | 427  | 47.08 | N/A |
|        | 無黨派 | 李漢生 | 348  | 38.37 | N/A |
|        | 無黨派 | 余漢彪 | 132  | 14.55 | N/A |
| 多数票 | 多数票 | 多数票 | 79   | 8.71  | N/A |

| 政党   | 政党   | 候选人 | 票数 | %     | ±   |
| ------ | ------ | ------ | ---- | ----- | --- |
|        | 匯點   | 陸順甜 | 987  | 71.89 | N/A |
|        | 無黨派 | 冼灼芬 | 386  | 28.11 | N/A |
| 多数票 | 多数票 | 多数票 | 601  | 43.78 | N/A |

| 政党   | 政党   | 候选人 | 票数 | %     | ±   |
| ------ | ------ | ------ | ---- | ----- | --- |
|        | 無黨派 | 冼灼芬 | 855  | 73.14 | N/A |
|        | 無黨派 | 黃文海 | 185  | 15.83 | N/A |
|        | 無黨派 | 溫鑑勳 | 129  | 11.04 | N/A |
| 多数票 | 多数票 | 多数票 | 670  | 8.71  | N/A |